# General of the Armies

Projekt insygniów sześciogwiazdkowego generała (nieużywany oficjalnie)

Cztery złote gwiazdki noszone przez generała Pershinga

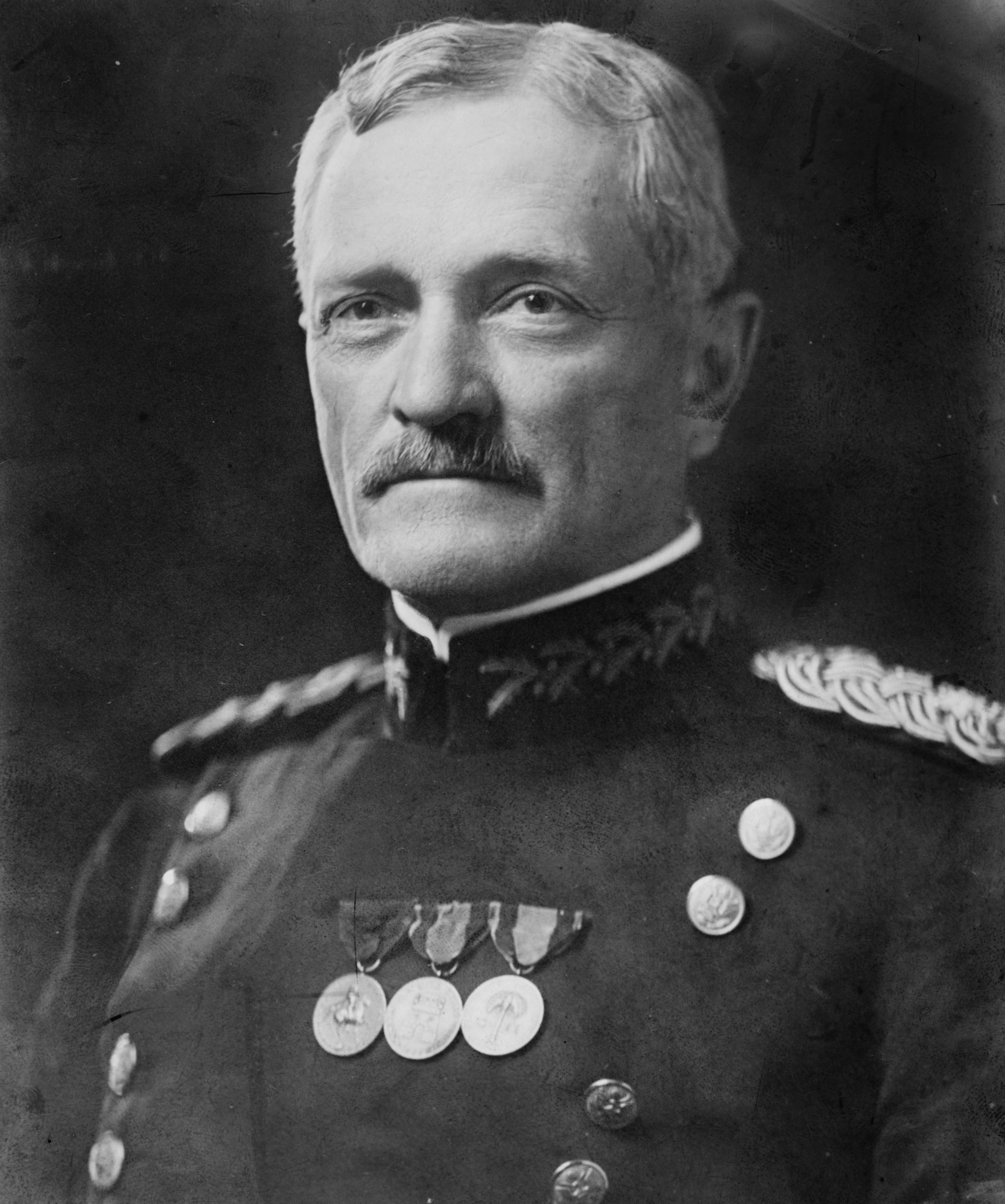
John Pershing, jedyny żołnierz noszący za życia stopień General of the Armies

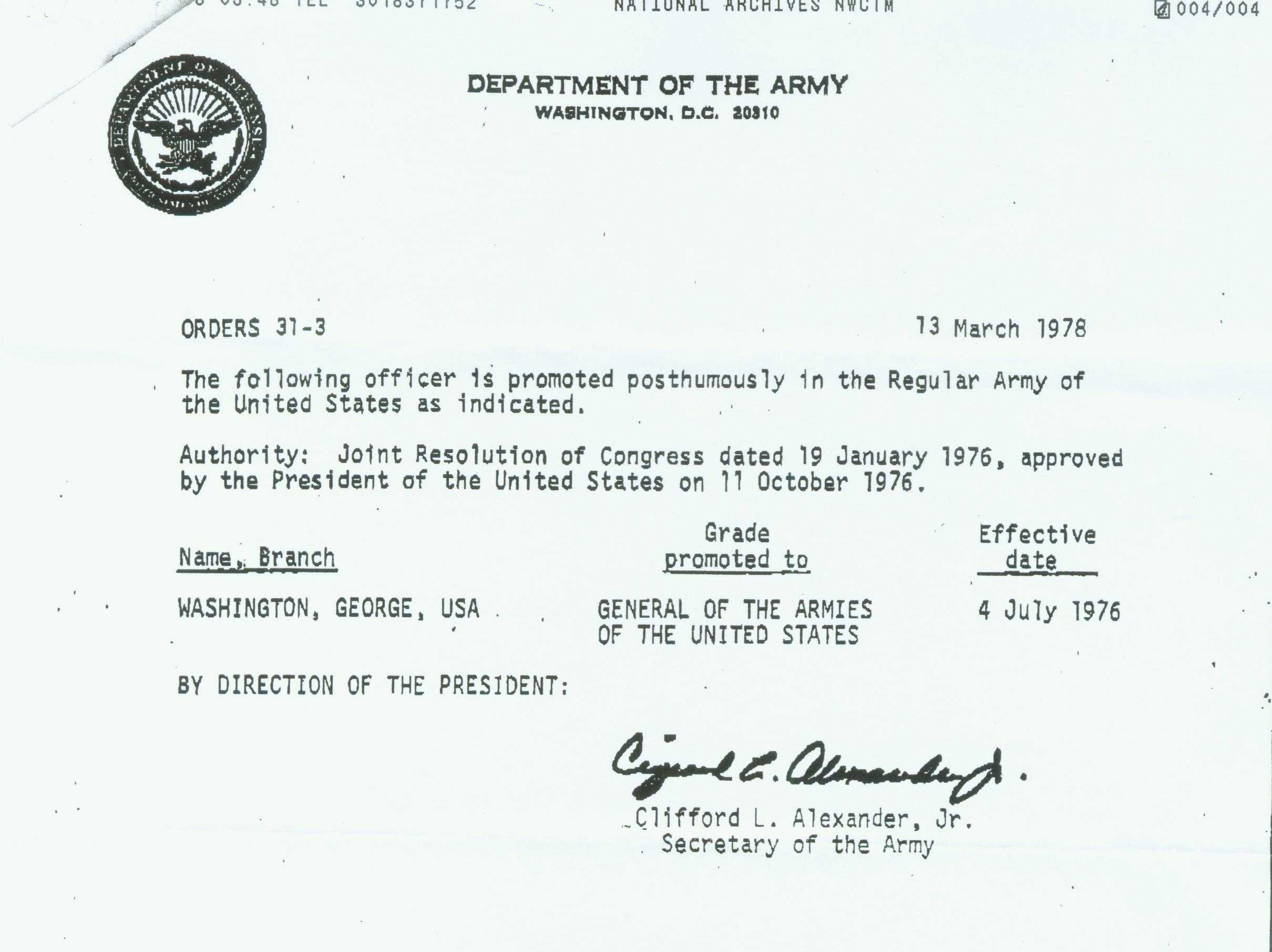
Pośmiertny awans George'a Washingtona

General of the Armies – najwyższy stopień w siłach zbrojnych Stanów Zjednoczonych.
Armia amerykańska posiada sześć rang generalskich:
- generała brygady (Brigadier General),
- generała majora (Major General, odpowiednik polskiego generała dywizji),
- generała porucznika (Lieutenant General, odpowiednik polskiego generała broni),
- generała (General),
- generała armii (General of the Army, za polski odpowiednik należy uznać stopień marszałka Polski),
- General of the Armies, który nie ma polskiego odpowiednika, a w terminologii amerykańskiej jest tłumaczony jako generalissimus.

Przetłumaczenie nazwy tego stopnia na język polski może być trudne, gdyż wyrażenie „generał armii” (gdzie wyraz „armii” jest dopełniaczem liczby mnogiej rzeczownika „armia”) jest homonimem nazwy stopnia pięciogwiazdkowego (gdzie tenże sam wyraz stanowi dopełniacz liczby pojedynczej wspomnianego rzeczownika); niektóre słowniki zalecają użycie często archaicznie nacechowanej formy charakterystycznej rzeczownika żeńskiego – w tym wypadku „armij” – wtedy, gdy pozwala to na uniknięcie dwuznaczności. Alternatywnie nazwę amerykańskiego generała sześciogwiazdkowego można przetłumaczyć jako „generała wszecharmii” (tzn. głównodowodzącego całymi siłami zbrojnymi).
Tylko jeden dowódca dosłużył się tego stopnia. Był nim John Pershing, dowodzący siłami amerykańskimi w Europie w czasie I wojny światowej. Z uwagi na jego osiągnięcia oraz fakt, że pod jego komendą znajdowały się wszystkie siły (armies, czyli armie) stworzono dlań tę rangę. Pershing, przed ostatnim awansem generał czterogwiazdkowy, przyjął ten honor, ale dalej nosił cztery gwiazdki, lecz dla odróżnienia w kolorze złotym, a nie srebrnym.
Za drugiego General of the Armies uchodzi George Washington, naczelny wódz Armii Kontynentalnej w czasie wojny o niepodległość. Choć Washington nosił do końca życia stopień generała majora, w dwusetną rocznicę powstania państwa Kongres i prezydent Gerald Ford pośmiertnie awansowali go na ten stopień, z uwagi na fakt, że był „najwyżej postawionym wojskowym w dziejach państwa” (tzn. dowodzącym całymi siłami zbrojnymi).
Stopień General of the Armies nie posiada oficjalnych insygniów – John Pershing nosił cztery złote gwiazdki, ale po utworzeniu stopnia General of the Army (oznaczanego pięcioma srebrnymi gwiazdkami) zaprojektowano insygnia złożone z 6 srebrnych gwiazdek, jednakże generał Pershing aż do śmierci w 1948 r. odmawiał zmiany insygniów i nadal nosił cztery złote gwiazdki, z którymi został pochowany. Dla Washingtona insygniów nie określono, zatem kwestia odznaczeń stopnia General of the Armies pozostała oficjalnie nierozstrzygnięta.